# Gokseong
Gokseong (coreà 곡성, hanja 哭聲) , comercialitzada internacionalment com The Wailing, és una pel·lícula de terror de Corea del Sud del 2016 escrita i dirigida per Na Hong-jin i protagonitzada per Kwak Do-won, Hwang Jung-min i Chun Woo-hee. La pel·lícula se centra en un policia que investiga una sèrie d'assassinats i malalties misterioses en un poble remot de Corea per salvar la seva filla. La pel·lícula va ser un èxit tant comercial com de crítica.

## Argument
Un japonès misteriós arriba a Gokseong-gun, un petit poble de les muntanyes de Corea del Sud. Poc després, esclata una estranya infecció, que fa que els vilatans es trastornis i matin violentament les seves famílies. La filla de l'oficial Jong-goo, Hyo-jin, es converteix en una de les posseïdes. Aleshores, Jong-goo coneix una jove misteriosa anomenada Moo-myeong, que afirma que l'home japonès és un esperit maligne. Un caçador local informa que ha vist l'estrany japonès amb ulls vermells brillants menjant-se un cadàver de cérvol. Després d'una sèrie d'esdeveniments inquietants i morts violentes, Jong-goo demana l'ajuda d'un diaca de parla japonesa, Yang I-sam. Investiguen la casa del desconegut i descobreixen un santuari amb fotos i pertinences dels vilatans assassinats, inclosa la sabata de Hyo-jin.
A mesura que l'estat de Hyo-jin empitjora, Jong-goo s'enfronta a l'estrany, ordenant-li que abandoni el poble. La família de Jong-goo descobreix una cabra morta penjada a la seva porta, i Hyo-jin mata a punyalades el seu veí. Es consulta un xaman anomenat Il-gwang, que afirma que el desconegut japonès és un dimoni i realitza un ritual de mort per màgia. Jong-goo atura el ritual a mig camí, portant a Hyo-jin a l'hospital. L'endemà, Jong-goo i els seus companys persegueixen l'estrany però són atacats pel cadàver reanimat d'una altra víctima, donant-li temps per fugir. Finalment el maten, i la salut de Hyo-jin millora.
Il-gwang es troba amb Moo-myeong i vomita sang. Després que el seu ritual fracassa, abandona la ciutat aterroritzat, però un eixam d'insectes voladors l'atura. Ell truca a Jong-goo, advertint-li que Moo-myeong és el veritable dimoni, i el desconegut és un xaman que intentava matar-la. Mentrestant, Yang I-sam rep la notícia que el seu oncle Oh Seong-bok ha matat la seva família. Hyo-jin llavors desapareix. Jong-goo coneix en Moo-myeong, que afirma que el desconegut encara és viu. Ella ha posat una trampa per al dimoni, i Il-gwang està cooperant en secret amb ell. Jong-goo s'adona que porta articles de les víctimes, inclosa la forquilla de la seva filla. Creient que això és una prova que ella és responsable, torna a casa, anul·lant el parany de Moo-myeong.
Al mateix temps, Yang I-sam torna a la casa del desconegut i el troba viu dins d'una cova. El desconegut fotografia a Yang I-sam, després assumeix la seva veritable aparença: la del dimoni d'ulls vermells, que porta estigmes. A casa, Jong-goo descobreix que Hyo-jin ha assassinat la seva dona i la seva sogra; llavors ella l'ataca. Il-gwang arriba i fa fotografies de la família morta de Jong-goo mentre Hyo-jin s'asseu en estat de tràngol i Jong-goo es troba morint mentre recorda els temps feliços amb la seva filla.

### Final suprimit
En una escena esborrada al final, es veu l'home japonès assegut en un banc al costat de la carretera. Troba una família a la carretera i li atrau un nen oferint-li dolços. La mare recull el nen abans que arribi al desconegut. Il-gwang arriba per recollir l'home japonès. Moo-myeong és testimoni del cotxe que s'esvaeix a l'horitzó.

## Repartiment
- Kwak Do-won com a Jong-goo, policia i pare de Hyo-Jin.
- Hwang Jung-min com a Il-gwang, un xaman contractat per protegir el poble.
- Chun Woo-hee com a Moo-myung, la dona de blanc.
- Jun Kunimura com un desconegut japonès.
- Kim Hwan-hee com a Hyo-jin, la filla de Jong-goo.
- El seu Jin com a sogra de Jong-goo.
- Jang So-yeon com a dona de Jong-goo.
- Kim Do-yoon com a Yang I-sam, un diaca de parla japonesa.
- Son Gang-guk com a Oh Seong-bok, el company de policia de Jong-goo.
- Park Sung-yeon com a Kwon Myeong-joo.
- Kil Chang-gyoo com a Park Choon-bae.
- Jeon Bae-soo com a Deok-gi.
- Jeong Mi-nam com a Heung-gook.
- Choi Gwi-hwa com a Byeong-gyoo.
- Lee Seon-hee com a dona de Byeong-gyu.
- Jo Yeon-hee com a amfitriona del bar.
- Baek Seung-cheol com a amic.
- Kwon Hyeok-joon com a amic.
- Park Chae-ik com a amic.
- Kim Gi-cheon com a capità de despatx.
- Yoo Soon-woong com a cap de policia.
- Jo Han-cheol com a detectiu 1.
- Kim Song-il com a policia.
- Bae Yong-geun com a policia.
- Sóc Jae-il com a policia.
- Lee In-cheol com a pare
- Jo Seon-joo com a amfitriona del bar.
- Lee Chang-hoon com a Doctor.
- Kim Ji-won com a infermera.

## Llançament i recepció

### Estrena
Gokseong es va estrenar a Corea del Sud el 12 de maig de 2016. La pel·lícula es va projectar a la secció Fora de Competició al Festival de Cinema de Canes a França el 18 de maig i es va estrenar als Estats Units el 27 de maig.

### Resposta crítica
Gokseong va rebre un gran reconeixement de la crítica. Al lloc web de l'agregador de ressenyes Rotten Tomatoes, la pel·lícula té una puntuació d'aprovació del 99% i una puntuació mitjana de 8/10, basada en 86 crítiques crítiques. El consens dels crítics del lloc diu: "Gonseong ofereix un misteri atmosfèric i intel·ligentment construït, les emocions sobrenaturals del qual justifiquen més que la seva duració imponent." Al lloc web de l'agregador de ressenyes Metacritic, la pel·lícula té una puntuació mitjana ponderada de 81 sobre 100 basada en 19 crítics, cosa que indica "aclamació universal".
Jada Yuan de Vulture va descriure la pel·lícula com "operant a un nivell que fa que la majoria del cinema estatunidenc sembli maldestre i poc imaginatiu". Anton Bitel de Little White Lies va comentar: "Per torns divertit i desesperant, aquest poble negre porta l'horror de la incertesa." Leah Pickett de Chicago Reader va declarar: "La pel·lícula justifica la seva durada èpica, combinant la mitologia i els rituals antics de l'est asiàtic (déus del poble, exorcismes dels xamans) amb un horror més reconeixible. tropes (possessió demoníaca, zombificació, el diable representat per un gos negre i caps de moltó) d'una manera que se sent nova i impredictible. Els actors són uniformement forts...", Phil Hoad de The Guardian va escriure: "Les capes de dissimulació i autodesmuntatge s'amunteguen tan gruixuda que Na, òbviament, no sols toca alguna cosa integral sobre la naturalesa del mal, sinó que en realitat sembla que està en procés de convocar-la davant els teus ulls." Nigel Andrews de Financial Times' va escriure:  "Molt boig, molt coreà, molt llarg: 156 minuts d'assassinat, diabolisme, exorcisme i coses que xoquen de dia i de nit." Clark Collins d'Entertainment Weekly va donar a la pel·lícula una nota B+, afirmant: "Malgrat la seva durada èpica, Gokseong mai s'avorreix mentre Na impregna la seva història amb generosos subministraments d'atmosfera i horriblement". Jason Bechervaise de Screen Daily va assenyalar: "Gokseong es configura inicialment com un thriller i l'escenari sobrenatural també ajuda a oferir moments semblants a una pel·lícula de terror, sobretot quan apareix primer una dona estranya (Chun Woo-hee). Però la progressió gradual de la pel·lícula cap a quelcom més sinistre dóna un gir diferent a l'ús magistral de Na del ritme" Jacob Hall de /Film va comentar: "Gokseong, tal com existeix, implicaria cremar l'estructura mateixa d'una pel·lícula de l'oest tradicional. És per això que la pel·lícula és tan fantàstica i també és per això que un remake sembla tan estrany".
Deborah Young de The Hollywood Reporter va afegir: "Tan fosc i pessimista com la resta del treball del mestre d'emocions sud-coreà Na Hong Jin, The Wailing (Gokseong, també conegut com The Strangers a França) és llarg i implicant, impregnat d'una sensació de pressentiment tensa i repugnant, però finalment es registra en una tonalitat lleugerament inferior a les aclamades pel·lícules de gènere del director The Chaser (2008) i El mar groc (2010), tots dos també van començar a Canes." Maggie Lee de Variety va assenyalar: "No hi ha res més espantós que no saber de què hauries de tenir por. "Gokseong" esclata amb una sèrie de morts espantoses en un poble insular, però la investigació desencadena un terror més gran: el de la imaginació paranoica." David Ehrlich de IndieWire va declarar: ""Gokseong" compta amb tots els principis i tropes d'una pel·lícula de terror tradicional, però no els doblega amb els mateixos extrems sufocants que defineixen les contribucions recents de Hollywood al gènere. La pel·lícula no utilitza el so per telegrafiar els seus ensurts a una milla de distància (no hi ha ensurts de salt, aquí... bé, potser un), ni construeix les seves escenes al voltant d'una única emoció barata. Al contrari, es tracta d'una pel·lícula de terror dissenyada per treballar-te com un virus, incapacitant lentament les teves defenses perquè pugui acumular-se i fer un dany real. Aquí hi ha una soltura que falta a l'horror estatunidenc convencional, la sensació que qualsevol cosa pot passar després (i sempre passa)." Aja Romano de Vox va donar a la pel·lícula quatre punts sobre cinc, afirmant: "Gokseong és la pel·lícula de terror coreana més inquietant dels últims anys, però ofereix més calfreds que respostes."
Lincoln Michel de GQ va escriure: "En poc més de dues hores i mitja de durada, Gokseong definitivament pren el seu temps, però mai no podríeu descriure-la com un fou lent. Aquesta és una pel·lícula de terror que barreja fantasmes, zombis, terror corporal, exorcisme oriental, mitologia cristiana, malediccions demoníaques, nens esgarrifosos i molt més en una narració sostinguda, però el director Na Hong-jin ho lliga tot a la perfecció. En lloc de ser un embolic, la combinació de tropes fa que cada individu se senti fresc i terrorífic." James Hadfield de The Japan Times va donar a la pel·lícula quatre estrelles de cinc, escrivint: "Gokseong passa del drama policial a la història de fantasmes i a zombis. horror i de tornada, mentre s'incorpora una generosa ració de xamanisme i simbolisme cristià a la barreja. De vegades, s'assembla a L'exorcista trasplantat al camp de Corea del Sud; d'altres, s'acosta més en el to a Sarinui chueok, el drama magistral i lent d'assassins en sèrie de Bong Joon-ho".

### Premis i nominacions
| Any  | Premi                                                      | Categoria                                        | Destinatari                | Resultat  |
| ---- | ---------------------------------------------------------- | ------------------------------------------------ | -------------------------- | --------- |
| 2016 | 25ns Build Film Awards                                     | Millor pel·lícula                                | Gokseong                   | Nominat   |
| 2016 | 25ns Build Film Awards                                     | Millor director                                  | Na Hong-jin                | Nominat   |
| 2016 | 25ns Build Film Awards                                     | Millor actor                                     | Kwak Do-won                | Nominat   |
| 2016 | 25ns Build Film Awards                                     | Millor actor secundari                           | Hwang Jung-min             | Nominat   |
| 2016 | 25ns Build Film Awards                                     | Millor actor secundari                           | Jun Kunimura               | Nominat   |
| 2016 | 25ns Build Film Awards                                     | Millor actriu secundària                         | Chun Woo-hee               | Nominat   |
| 2016 | 25ns Build Film Awards                                     | Millor actriu revelació                          | Kim Hwan-hee               | Nominat   |
| 2016 | 25ns Build Film Awards                                     | Millor fotografia                                | Hong Kyong-pyo             | Nominat   |
| 2016 | 25ns Build Film Awards                                     | Millor direcció artística                        | Lee Hoo-kyeong             | Nominat   |
| 2016 | 25ns Build Film Awards                                     | Millor música                                    | Jang Young-gyu & Dalpalan  | Nominat   |
| 2016 | 37ns Blue Dragon Film Awards                               | Millor pel·lícula                                | Gokseong                   | Nominat   |
| 2016 | 37ns Blue Dragon Film Awards                               | Millor director                                  | Na Hong-jin                | Guanyador |
| 2016 | 37ns Blue Dragon Film Awards                               | Millor actor                                     | Kwak Do-won                | Nominat   |
| 2016 | 37ns Blue Dragon Film Awards                               | Millor actor secundari                           | Jun Kunimura               | Guanyador |
| 2016 | 37ns Blue Dragon Film Awards                               | Millor actriu secundària                         | Chun Woo-hee               | Nominat   |
| 2016 | 37ns Blue Dragon Film Awards                               | Millor actriu revelació                          | Kim Hwan-hee               | Nominat   |
| 2016 | 37ns Blue Dragon Film Awards                               | Premi a la popularitat                           | Jun Kunimura               | Guanyador |
| 2016 | 37ns Blue Dragon Film Awards                               | Millor guió                                      | Na Hong-jin                | Nominat   |
| 2016 | 37ns Blue Dragon Film Awards                               | Millor fotografia                                | Hong Kyong-pyo             | Nominat   |
| 2016 | 37ns Blue Dragon Film Awards                               | Millor muntatge                                  | Kim Sun-min                | Guanyador |
| 2016 | 37ns Blue Dragon Film Awards                               | Millor direcció artística                        | Lee Hoo-kyeong             | Nominat   |
| 2016 | 37ns Blue Dragon Film Awards                               | Millor il·luminació                              | Kim Chang-ho               | Nominat   |
| 2016 | 37ns Blue Dragon Film Awards                               | Millor música                                    | Jang Yeong-gyoo i Dalpalan | Guanyador |
| 2016 | Festival Internacional de Cinema Fantàstic de Bucheon      | Premi del Públic                                 | Gokseong                   | Guanyador |
| 2016 | Festival Internacional de Cinema Fantàstic de Bucheon      | Premi Millor de Bucheon                          | Na Hong-jin                | Guanyador |
| 2016 | FanTasia                                                   | Prix AQCC                                        | Na Hong-jin                | Guanyador |
| 2016 | FanTasia                                                   | Premi del públic a la millor pel·lícula asiàtica | Na Hong-jin                | 3r lloc   |
| 2016 | 53ns Grand Bell Awards                                     | Millor pel·lícula                                | Gokseong                   | Nominat   |
| 2016 | 53ns Grand Bell Awards                                     | Millor director                                  | Na Hong-jin                | Nominat   |
| 2016 | 53ns Grand Bell Awards                                     | Millor actor                                     | Kwak Do-won                | Nominat   |
| 2016 | 53ns Grand Bell Awards                                     | Millor actor secundari                           | Hwang Jung-min             | Nominat   |
| 2016 | 53ns Grand Bell Awards                                     | Millor actriu secundària                         | Chun Woo-hee               | Nominat   |
| 2016 | 53ns Grand Bell Awards                                     | Millor actriu revelació                          | Kim Hwan-hee               | Guanyador |
| 2016 | 53ns Grand Bell Awards                                     | Millor fotografia                                | Hong Kyung-pyo             | Guanyador |
| 2016 | 53ns Grand Bell Awards                                     | Millor gravació                                  | Kim Shin-yong              | Guanyador |
| 2016 | 53ns Grand Bell Awards                                     | Millor il·luminació                              | Kim Chang-ho               | Guanyador |
| 2016 | 53ns Grand Bell Awards                                     | Millor muntatge                                  | Kim Sun-min                | Guanyador |
| 2016 | 36ns Premis de l'Associació Coreana de Crítics de Cinema   | Les millors pel·lícules de l'any                 | Gokseong                   | Guanyador |
| 2016 | Premis de l'Associació d'Actors de Cinema de Corea         | Premi al millor director                         | Na Hong-jin                | Guanyador |
| 2016 | Premis de l'Associació d'Actors de Cinema de Corea         | Premi a la millor estrella                       | Kwak Do-won                | Guanyador |
| 2016 | Premis de l'Associació de Productors de Cinema de Corea    | Millor director                                  | Na Hong-jin                | Guanyador |
| 2016 | Premis de l'Associació de Productors de Cinema de Corea    | Millor fotografia                                | Hong Kyung-pyo             | Guanyador |
| 2016 | Premis de l'Associació de Productors de Cinema de Corea    | Millor il·luminació                              | Kim Chang-ho               | Guanyador |
| 2016 | Cercle de Crítics de Phoenix                               | Millor pel·lícula internacional                  | Gokseong                   | Nominat   |
| 2016 | Festival de Sitges                                         | Premi Focus Asia                                 | Na Hong-jin                | Guanyador |
| 2016 | Festival de Sitges                                         | Millor fotografia                                | Hong Kyung-pyo             | Guanyador |
| 2016 | BloodGuts UK Horror Awards                                 | Millor pel·lícula internacional                  | Gokseong                   | Nominat   |
| 2016 | BloodGuts UK Horror Awards                                 | Millor director                                  | Na Hong-jin                | Nominat   |
| 2016 | BloodGuts UK Horror Awards                                 | Millor actor en una pel·lícula internacional     | Kwak Do-won                | Guanyador |
| 2016 | BloodGuts UK Horror Awards                                 | Millor actor en una pel·lícula internacional     | Hwang Jung-min             | Nominat   |
| 2016 | BloodGuts UK Horror Awards                                 | Millor actriu en una pel·lícula internacional    | Chun Woo-hee               | Nominat   |
| 2016 | TerrorMolins                                               | Menció especial                                  | Hong Kyung-pyo             | Guanyador |
| 2016 | TerrorMolins                                               | Millor pel·lícula                                | Gokseong                   | Nominat   |
| 2016 | Festival de Cinema Fantàstic de Saskatoon                  | Menció d'Honor                                   | Gokseong                   | Guanyador |
| 2016 | CPH:PIX                                                    | Politiken's Audience Award                       | Gokseong                   | Nominat   |
| 2017 | 11ns Asian Film Awards                                     | Millor pel·lícula                                | Gokseong                   | Nominat   |
| 2017 | 11ns Asian Film Awards                                     | Millor director                                  | Na Hong-jin                | Guanyador |
| 2017 | 11ns Asian Film Awards                                     | Millor actor secundari                           | Jun Kunimura               | Nominat   |
| 2017 | 11ns Asian Film Awards                                     | Millor so                                        | Kim Dong-han               | Nominat   |
| 2017 | Premis de l'Associació de Crítics de Cinema d'Ohio Central | Millor pel·lícula en llengua estrangera          | Gokseong                   | Nominat   |
| 2017 | KOFRA Film Awards                                          | Millor pel·lícula                                | Gokseong                   | Guanyador |
| 2017 | KOFRA Film Awards                                          | Millor director                                  | Na Hong-jin                | Guanyador |
| 2017 | Premis de la Crítica de Cinema de Seattle                  | Millor pel·lícula en llengua estrangera          | Gokseong                   | Nominat   |
| 2017 | Korea Cable TV Awards                                      | Cable VOD Grand Prize (Film)                     | Gokseong                   | Guanyador |
| 2017 | Fangoria Chainsaw Awards                                   | Best Foreign-Language Film                       | Gokseong                   | Nominat   |
| 2017 | 53ns Baeksang Arts Awards                                  | Millor pel·lícula                                | Gokseong                   | Guanyador |
| 2017 | 53ns Baeksang Arts Awards                                  | Millor director                                  | Na Hong-jin                | Nominat   |
| 2017 | 53ns Baeksang Arts Awards                                  | Millor actor                                     | Kwak Do-won                | Nominat   |
| 2017 | 53ns Baeksang Arts Awards                                  | Millor actriu secundària                         | Chun Woo-hee               | Nominat   |
| 2017 | 53ns Baeksang Arts Awards                                  | Millor actriu revelació                          | Kim Hwan-hee               | Nominat   |
| 2017 | 53ns Baeksang Arts Awards                                  | Millor guió                                      | Na Hong-jin                | Nominat   |
| 2017 | 22ns Chunsa Film Awards                                    | Millor director                                  | Na Hong-jin                | Guanyador |
| 2017 | 22ns Chunsa Film Awards                                    | Millor actor                                     | Kwak Do-won                | Nominat   |
| 2017 | 22ns Chunsa Film Awards                                    | Millor actor secundari                           | Hwang Jung-min             | Nominat   |
| 2017 | 22ns Chunsa Film Awards                                    | Millor actriu secundària                         | Chun Woo-hee               | Nominat   |
| 2017 | 22ns Chunsa Film Awards                                    | Millor guió                                      | Na Hong-jin                | Nominat   |
| 2017 | 22ns Chunsa Film Awards                                    | Premi tècnic                                     | Jang Yeong-gyoo i Dalpalan | Nominat   |
| 2017 | Academy of Science Fiction, Fantasy and Horror Films       | Millor estrena en DVD/Blu-Ray                    | Gokseong                   | Nominat   |
| 2017 | iHorror Awards                                             | Millor terror estranger                          | Gokseong                   | Nominat   |